# Raphael Diaz
Raphael Diaz o Rafael Díaz, nacido el 9 de enero de 1986 en Baar (cantón de Zug, Suiza), es un jugador profesional de hockey sobre hielo que juega en las filas de EV Zug

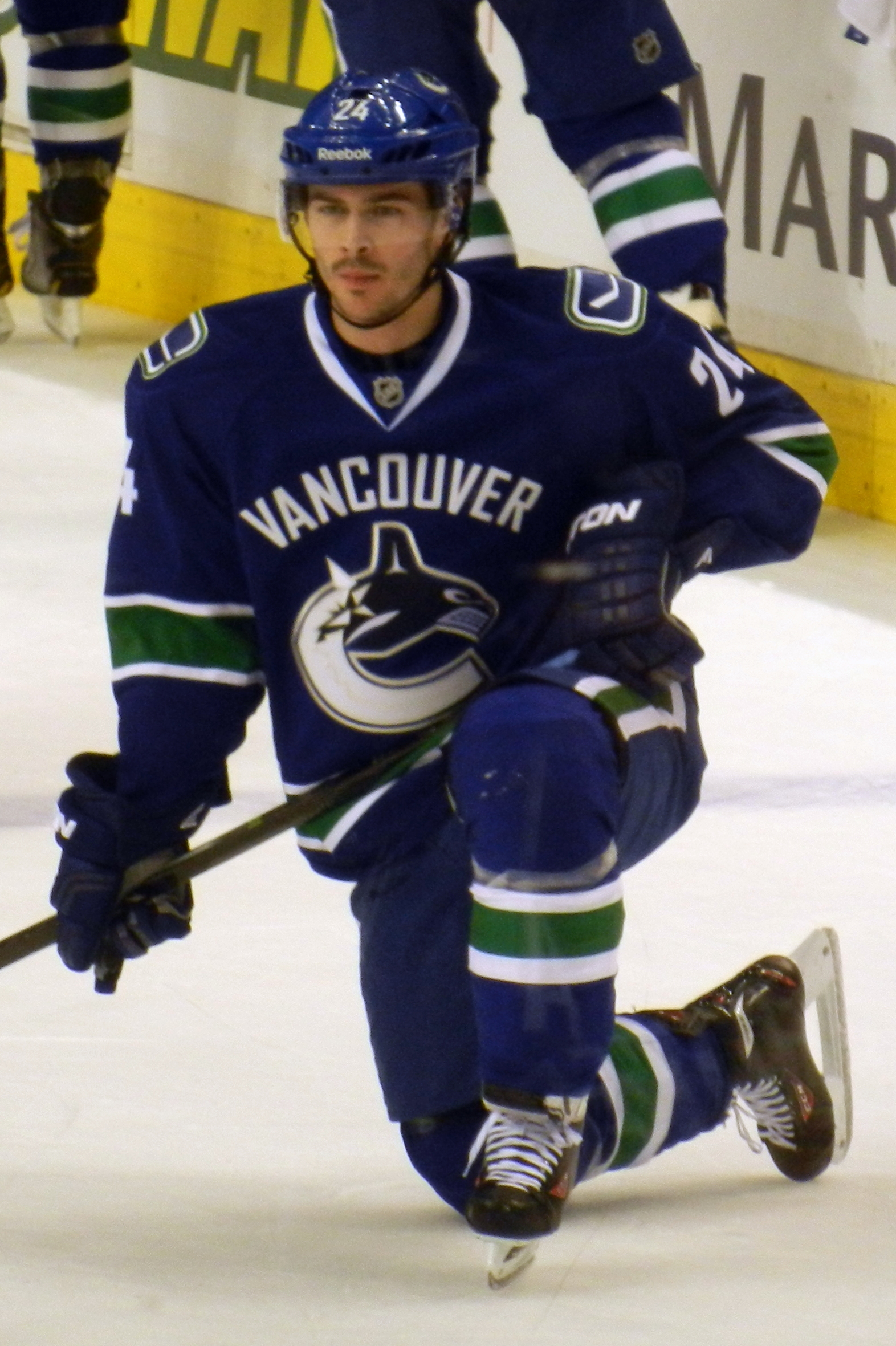
Raphael Diaz

## Biografía
De padre español y de madre suiza, Rafael Díaz integra las categorías juveniles del club de EV Zug en 2001. En 2003, se convierte en profesional y juega 38 partidos en su primera temporada en la élite del hockey suizo.
Permanece en el EV Zug hasta 2011. Ese año firma un contrato con los Montreal Canadiens de la NHL. Consigue anotar su primer gol en NHL el 18 de octubre de 2011 contra los Buffalo Sabres. Es seleccionado como rookie para el All-star game del 29 de enero de 2012.
El 3 de febrero de 2014, Rafael Díaz se convierte en jugador de los Vancouver Canucks tras un trueque con Dale Weise. El 5 de marzo ficha por los New York Rangers.
El 7 de octubre de 2014 ficha por los Calgary Flames.
En el año 2016 regresó al EV Zug, su club de origen.

### Selección nacional
Rafael Díaz representa a la selección de Suiza desde 2004 y se convirtió en subcampeón del mundo en 2013.

## Palmarés

### Premio individual
- Mejor defensa de la Liga suiza 2012-2013

- Datos: Q337053
- Multimedia: Raphael Diaz / Q337053